# Aldobrandino Orsini
Aldobrandino Orsini (zm. 22 grudnia 1222) – włoski kardynał.  Wskutek błędnego odczytania jednego z dokumentów z rejestrów Honoriusza III przez długi czas przypisywano mu przynależność do rodziny Gaetani, z której wywodził się papież Bonifacy VIII. W rzeczywistości należał do rzymskiego rodu arystokratycznego Orsini i  prawdopodobnie był bliskim krewnym papieża Celestyna III.
Papież Honoriusz III powołał go do Kolegium Kardynalskiego prawdopodobnie pod koniec 1216 roku. Podpisywał bulle papieskie datowane między 18 stycznia 1217 a 13 lipca 1222. W grudniu 1219 Honoriusz III odmówił zatwierdzenia jego wyboru na biskupa Paryża, dokonanego przez paryską kapitułę. Między 23 marca a 1 kwietnia 1221 roku został kardynałem-biskupem Sabiny.